# Liste der Ramsar-Gebiete in Irland
Die Republik Irland trat am 15. März 1985 der Ramsar-Konvention bei, dem Übereinkommen über Feuchtgebiete von internationaler Bedeutung. Inzwischen gibt es 45 offiziell anerkannte Ramsar-Schutzgebiete mit einer Gesamtfläche von 66.994 Hektar. Auf nationaler Ebene ist das 2010 gegründete Irish Ramsar Wetlands Committee für diese Schutzgebiete zuständig. Es wird dabei vom National Parks and Wildlife Service Irlands (irisch An tSeirbhís Páirceanna Náisiúnta agus Fiadhúlra) und der irischen Environmental Protection Agency unterstützt. 2018 brachte das Komitee anlässlich der Bio Diversity Week, das Handbuch „Irish Wetland Types – An Identification Guide and Field Survey Manual“ heraus, das kostenlos heruntergeladen werden kann.

## Liste der Ramsargebiete in Irland
| Name                                | Gebiet                         | Lage                | Fläche (km²) | Anerkannt seit    | Beschreibung                                                                                   | Bild                                    |
| ----------------------------------- | ------------------------------ | ------------------- | ------------ | ----------------- | ---------------------------------------------------------------------------------------------- | --------------------------------------- |
| Baldoyle Bay                        | County Dublin                  | 53° 24′ N, 6° 8′ W  | 2,03         | 25. Oktober 1988  | Baldoyle Bay ist Teil des Dublin Bay Biosphärenreservats                                       | Mündung Baldoyle Bay Estuary            |
| Ballyallia Lough                    | County Clare                   | 52° 53′ N, 8° 55′ W | 3,08         | 11. Juni 1996     | Unterster See des River Fergus                                                                 | Ballyallia Lough                        |
| Ballycotton Bay                     | County Cork                    | 51° 50′ N, 8° 0′ W  | 0,92         | 11. Juni 1996     |                                                                                                | Ballycotton Bay von der ISS             |
| Ballymacoda                         | County Cork                    | 51° 52′ N, 7° 55′ W | 3,75         | 11. Juni 1996     |                                                                                                | Bild gesucht BW                         |
| Bannow Bay                          | County Wexford                 | 52° 27′ N, 6° 17′ W | 9,58         | 11. Juni 1996     |                                                                                                | Bannow Bay, Hook Head und Kilmore Quay  |
| Blacksod Bay and Broadhaven Bay     | County Mayo                    | 54° 3′ N, 10° 0′ W  | 6,83         | 11. Juni 1996     | Broadhaven Bay besteht aus Salzwiesen am Atlantik, Gezeitenflächen, Riffen und flachen Buchten | Broadhaven Bay                          |
| Blackwater Estuary                  | County Cork, County Waterford  | 51° 57′ N, 7° 48′ W | 4,68         | 11. Juni 1996     | Die Flussmündung ist Heimat einer Vielzahl von Wattvögeln                                      | Blackwater Bridge bei Femoy             |
| Broadmeadow Estuary                 | County Fingal                  | 53° 27′ N, 6° 10′ W | 5,46         | 11. Juni 1996     |                                                                                                | Bild gesucht BW                         |
| Castlemaine Harbour                 | County Kerry                   | 52° 7′ N, 9° 55′ W  | 29,73        | 30. Mai 1990      |                                                                                                | Sonnenuntergang bei Castlemaine Harbour |
| Clara Bog                           | County Offaly                  | 53° 19′ N, 7° 37′ W | 4,60         | 6. Dezember 1988  | Eines der letzten Hochmoore in Irland                                                          | Fußweg im Clara Bog                     |
| Coole Lough and Garryland Wood      | County Galway                  | 53° 5′ N, 8° 51′ W  | 3,64         | 30. Mai 1990      | Turloughs                                                                                      | Turlough im Garryland Wood              |
| Cork Harbour                        | County Cork                    | 51° 50′ N, 8° 15′ W | 14,36        | 11. Juni 1996     |                                                                                                | Cork Harbor vom Blackrock Castle        |
| Cummeen Strand                      | County Sligo                   | 54° 17′ N, 8° 30′ W | 14.91        | 11. Juni 1996     |                                                                                                | Bild gesucht BW                         |
| Dundalk Bay                         | County Louth                   | 54° 0′ N, 6° 20′ W  | 47.68        | 11. Juni 1996     |                                                                                                | Berge der Cooley-Halbinsel              |
| Dungarvan Harbour                   | County Waterford               | 52° 3′ N, 7° 35′ W  | 10,41        | 11. Juni 1996     |                                                                                                | Bild gesucht BW                         |
| Easky Bog                           | County Sligo                   | 54° 11′ N, 8° 49′ W | 6,07         | 30. Mai 1990      |                                                                                                | Bild gesucht BW                         |
| The Gearagh                         | County Cork                    | 51° 52′ N, 9° 1′ W  | 3,07         | 30. Mai 1990      |                                                                                                | Bild gesucht BW                         |
| Inner Galway Bay                    |                                | 53° 12′ N, 9° 10′ W | 119,05       | 11. Juni 1996     |                                                                                                | Bild gesucht BW                         |
| Killala Bay und Moy Estuary         | County Mayo, County Sligo      | 54° 15′ N, 9° 10′ W | 10,61        | 11. Juni 1996     |                                                                                                | Bild gesucht BW                         |
| Knockmoyle und Sheskin              | County Mayo                    | 54° 12′ N, 9° 33′ W | 11,98        | 1. Juni 1987      |                                                                                                | Bild gesucht BW                         |
| Lough Barra Bog                     | County Donegal                 | 54° 57′ N, 8° 7′ W  | 1,76         | 1. Juni 1987      |                                                                                                |                                         |
| Lough Corrib                        |                                | 53° 30′ N, 9° 15′ W | 177,28       | 11. Juni 1996     |                                                                                                |                                         |
| Lough Derravaragh                   | County Westmeath               | 53° 40′ N, 7° 20′ W | 11,20        | 11. Juni 1996     |                                                                                                |                                         |
| Lough Ennell                        | County Westmeath               | 53° 27′ N, 7° 23′ W | 14,04        | 11. Juni 1996     |                                                                                                |                                         |
| Lough Gara                          | County Sligo, County Roscommon | 53° 56′ N, 8° 25′ W | 17,42        | 11. Juni 1996     |                                                                                                | Bild gesucht BW                         |
| Lough Glen                          | County Westmeath               | 53° 25′ N, 7° 23′ W | 0,81         | 11. Juni 1996     |                                                                                                | Bild gesucht BW                         |
| Lough Iron                          | County Westmeath               | 53° 37′ N, 7° 17′ W | 1,82         | 11. Juni 1996     |                                                                                                | Bild gesucht BW                         |
| Lough Oughter                       |                                | 54° 2′ N, 7° 25′ W  | 14,64        | 11. Juni 1996     |                                                                                                |                                         |
| Lough Owel                          | County Westmeath               | 53° 35′ N, 7° 23′ W | 10,32        | 11. Juni 1996     |                                                                                                |                                         |
| Meenachullion Bog                   | County Donegal                 | 54° 54′ N, 8° 7′ W  | 1,94         | 30. Mai 1990      |                                                                                                | Bild gesucht BW                         |
| Mongan Bog                          | County Offaly                  | 53° 19′ N, 7° 58′ W | 1,27         | 6. Dezember 1988  |                                                                                                | Bild gesucht BW                         |
| North Bull Island                   | County Dublin                  | 53° 22′ N, 6° 8′ W  | 14.36        | 6. September 1988 |                                                                                                |                                         |
| Owenboy                             | County Mayo                    | 54° 6′ N, 9° 28′ W  | 3,97         | 1. Juni 1987      |                                                                                                | Bild gesucht BW                         |
| Owenduff catchment                  | County Mayo                    | 54° 3′ N, 9° 40′ W  | 13.82        | 31. Juli 1986     |                                                                                                | Bild gesucht BW                         |
| Pettigo Plateau                     | County Donegal                 | 54° 37′ N, 7° 57′ W | 9,00         | 31. Juli 1986     |                                                                                                | Bild gesucht BW                         |
| Pollardstown Fen                    | County Kildare                 | 53° 11′ N, 6° 51′ W | 1,30         | 30. Mai 1990      |                                                                                                |                                         |
| Raheenmore Bog                      | County Offaly                  | 53° 20′ N, 7° 21′ W | 1,62         | 6. Dezember 1988  |                                                                                                | Bild gesucht BW                         |
| The Raven                           | County Wexford                 | 52° 20′ N, 6° 19′ W | 5.89         | 31. Juli 1986     |                                                                                                |                                         |
| Rogerstown Estuary                  | Dublin                         | 53° 30′ N, 6° 8′ W  | 1.95         | 25. Oktober 1988  |                                                                                                | Bild gesucht BW                         |
| Sandymount Strand and Tolka Estuary |                                | 53° 20′ N, 6° 12′ W | 6,54         | 11. Juni 1996     |                                                                                                |                                         |
| Slieve Bloom Mountains              | County Offaly, County Laois    | 53° 3′ N, 7° 38′ W  | 22,30        | 31. Juli 1986     |                                                                                                |                                         |
| Tralee Bay                          | County Kerry                   | 52° 16′ N, 9° 48′ W | 8.61         | 10. Juli 1989     |                                                                                                |                                         |
| Tramore Backstrand                  | County Waterford               | 52° 10′ N, 7° 7′ W  | 3,67         | 11. Juni 1996     | Überwinterungsgebiet von Kiebitzregenpfeifer, Ufer- und Pfuhlschnepfen                         | Tramotre Backstrand                     |
| Trawbreaga Bay                      | County Donegal                 | 55° 17′ N, 7° 15′ W | 10,03        | 11. Juni 1996     |                                                                                                | Trawbreaga Bay bei Malin                |
| Wexford Wildfowl Reserve            | County Wexford                 | 52° 30′ N, 6° 20′ W | 1,94         | 15. November 1984 |                                                                                                | Wexford Wildfowl Reserve                |